# Presbytère de Sommerain
L'ancien presbytère de Sommerain  est un immeuble classé situé dans le hameau de Sommerain faisant partie de la commune de Houffalize en Belgique (province de Luxembourg). 

## Localisation
L'immeuble se situe dans le hameau ardennais de Sommerain, au no 61, à une centaine de mètres au sud-ouest de l'église Saint-Étienne.

## Historique
Le presbytère a été érigé, d'après les archives, en 1789. Il a fait l'objet d'une restauration en 1898.

## Description
Le bâtiment est réalisé en moellons autrefois blanchis de schiste ardennais. La façade compte trois travées en double corps et deux niveaux (un étage). Les baies vitrées sont sous encadrements en pierre calcaire à linteaux bombés et clés de voûte passantes. L’encadrement de la porte d’entrée est réalisé en schiste ardoisier. La toiture est réalisée en ardoises. À droite de l'ancien presbytère, trois cellules agricoles traditionnelles plus basses possèdent des toitures de cherbins, de grosses ardoises locales.

## Classement et protection
Le presbytère de Sommerain (totalité de l'édifice et le mur de clôture avec l'entrée à rue) et l'ensemble formé par le presbytère et les terrains environnants sont repris depuis le 7 octobre 1992 sur la liste du patrimoine immobilier classé de Houffalize. 